# Air São Tomé e Príncipe
A Air São Tomé e Príncipe foi uma companhia aérea de São Tomé e Príncipe. Em 23 de maio de 2006 seu único avião, um DHC-6 Twin Otter Series 300, se acidentou na Baía de Ana Chaves, causando quatro mortes e e não podendo ser reparado em virtude da extensão dos danos. 